# 2007 WD5
2007 WD5 è un asteroide near-Earth del diametro di 50 metri scoperto dall'astronomo italiano Andrea Boattini il 20 novembre 2007.

## Posizione e possibilità di impatto con Marte
L'oggetto ha destato notevole interesse nella comunità scientifica perché da una prima analisi della sua orbita, il 21 dicembre 2007, fu calcolata una probabilità di 1 su 75 che colpisse Marte il 30 gennaio 2008.

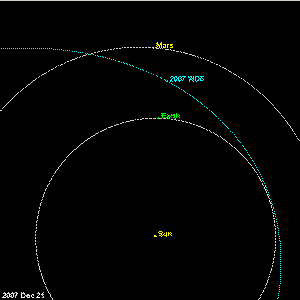
L'orbita di calcolata il 21 dicembre 2007

Il 28 dicembre 2007, ricercatori della NASA del programma di ricerca di Near-Earth Object del Jet Propulsion Laboratory, annunciarono di aver trovato una precedente immagine dell'asteroide datata 8 novembre 2007. Il ricalcolo dell'orbita condusse ad innalzare la probabilità di impatto a 1 su 25, accrescendo l'interesse generale sull'evento. I nuovi dati permisero inoltre una riduzione della regione di incertezza nella posizione dell'asteroide da 1 milione di km a circa 400.000 km. La traiettoria che presentava il migliore accordo con i dati sperimentali indicava che l'asteroide sarebbe passato a 21.000 km da Marte e a soli 16.000 km dalla luna Deimos. L'osservazione precedente alla scoperta è stata individuata da Andy Puckett nell'archivio del Sloan Digital Sky Survey II presso l'Apache Point Observatory.
Il 2 gennaio 2008, ricercatori della NASA abbassarono la probabilità di impatto a 1 su 28 dopo le nuove osservazioni eseguite da Bill Ryan utilizzando il telescopio di 2,4 metri di diametro del Magdalena Ridge Observatory, in Nuovo Messico. La regione di incertezza, ridotta a 200.000 km, ancora intersecava Marte, sebbene la traiettoria maggiormente probabile si fosse allontanata dal pianeta.
L'8 gennaio 2008, ricercatori della NASA portarono la probabilità di impatto a 1 su 40 in base a dati presenti nell'archivio dello Sloan Digital Sky Survey e a nuove osservazioni con il telescopio di 3,5 metri di diametro dell'Osservatorio di Calar Alto, in Spagna. La regione di incertezza fu ridotta di un fattore 3.
In seguito a ulteriori osservazioni, il 9 gennaio 2008, la NASA escluse la possibilità di una collisione tra il pianeta e l'asteroide dando una probabilità di impatto di 1 su 10000 (0.01%). La traiettoria che presentava il migliore accordo con i dati prevedeva che l'asteroide passasse a circa 26.000 km dal centro del pianeta (circa 7 raggi marziani dalla superficie). Le analisi indicano che non c'è alcuna possibilità che l'asteroide possa impattare Marte o la Terra nel prossimo secolo.
L'interesse manifestato dall'evento è indicato anche dal fatto che le agenzie spaziali che hanno orbiter intorno a Marte hanno valutato l'opportunità di interrompere la normale attività scientifica per tentare di fotografare l'impatto e/o l'asteroide. Sarebbe stata infatti la prima occasione per studiare l'impatto di un asteroide su un pianeta roccioso. Se l'asteroide avesse colliso con il pianeta rosso, avrebbe avuto una velocità di circa 13,5 km/s e si stima che l'esplosione avrebbe avuto un'energia pari a 3 megatoni. Si stima che l'asteroide, avendo subito minimi danni nell'attraversare la rarefatta atmosfera di Marte, sarebbe arrivato praticamente intatto al suolo e avrebbe prodotto un cratere di approssimativamente 0,8 km di diametro, dimensione paragonabile a quella del Meteor Crater in Arizona.

## Incontri ravvicinati
Ora che l'orbita dell'asteroide è nota con una buona precisione, è possibile fare alcune osservazioni. Nel luglio del 2003, l'asteroide è passato a 0,012 AU, circa 1.794.944 km, da Marte ed il 1º novembre 2007, diciannove giorni prima che fosse scoperto, è transitato entro 7,5 milioni di chilometri (0,0476 UA) dalla Terra.
Supponendo che 2007 WD5 abbia oltrepassato Marte intatto, la bassa inclinazione rispetto al piano dell'eclittica (di soli 2,3°) e l'alta eccentricità (0,6) potrebbero portarlo ad avvicinarsi nuovamente a Marte o alla Terra nei prossimi anni o decenni.